# Psectrocladius vernalis
Psectrocladius vernalis är en tvåvingeart som först beskrevs av Malloch 1915.  Psectrocladius vernalis ingår i släktet Psectrocladius och familjen fjädermyggor. Inga underarter finns listade i Catalogue of Life.